# Агаджанян, Айказ Саркисович
Айказ Саркисович Агаджанян (арм. Հայկազ Աղաջանյան, азерб. Haykaz Sarkisoviç Ağacanyan; 1906, Елизаветпольский уезд — 1990, Кисловодск) — советский азербайджанский виноградарь, Герой Социалистического Труда (1950).

## Биография
Родился в 1906 году в селе Барсум Елизаветпольского уезда Елизаветпольской губернии (ныне Шамкирский район Азербайджана).
Начал трудовую деятельность в 1936 году в колхозе «Правда» Шамхорского района, позже звеньевой в этом же колхозе. В 1949 году получил урожай винограда в 163,7 центнеров с гектара на площади 3 гектаров поливных виноградников.
Указом Президиума Верховного Совета СССР от 8 августа 1950 года за получение высоких урожаев винограда в 1949 году Агаджаняну Айказу Саркисовичу присвоено звание Героя Социалистического Труда с вручением ордена Ленина и золотой медали «Серп и Молот».
Активно участвовал в общественной жизни Азербайджана. Член КПСС с 1955 года.